# Congregación de la Fraternidad Sacerdotal
La Congregación de la Fraternidad Sacerdotal es una Congregación religiosa católica de derecho pontificio conformada por Religiosos Sacerdotes y hermanos consagrados al servicio de otros Clérigos.  Fundada por el Sacerdote Eugenio Prévost Archivado el 20 de abril de 2019 en Wayback Machine. en Paris, Francia y aprobada en 1951 por el Papa León XIII. Presente actualmente en Colombia  y en Canadá. La Curia General está ubicada en Bogotá. Se define a sí misma como una congregación que "Ha nacido del amor y de las necesidades del Sacerdote. Para cumplir a favor del Clero los diferentes ministerios espirituales y temporales que éste reclama". Así, esta Congregación tiene por fin particular servir al Señor Jesús en sus Sacerdotes, atendiendo a sus espirituales y temporales, e intercediendo sin cesar al pie del Santísimo Sacramento por la santificación de todos los Sacerdotes del mundo.
Sus miembros, ya sean religiosos hermanos o religiosos sacerdotes son conocidos en Colombia como "Los Fraternos" tal como ellos mismos lo mencionan en su página web. "Un fraterno es un hombre que ama a Jesús por encima de todo, que configura su corazón al de Jesús sacerdote y se entrega por amor a Jesús y a sus Sacerdotes. Es alguien que vive la fraternidad como signo del amor de Dios y sabe ser hermano para sus hermanos". 

## Fundador
El padre Eugenio Prévost nació el 24 de agosto de 1860, en St-Jerôme, al norte de Montreal, en la provincia de Quebec. Recibió su formación humana en el Seminario de Santa Teresa y su formación filosófica en el Seminario de Filosofía, en Montreal.  Aconsejado por el Padre Lecocq, Sulpiciano bien conocido en la época, se orientó hacia la Congregación del Santísimo Sacramento que no había sido aún establecida en Canadá para esa época.  Se fue entonces a Bélgica para hacer allí el noviciado, y después en Roma para estudiar la teología.  Una vez ordenado sacerdote, el Padre Prévost fue nombrado para París. Perteneció a los “Congregación del Santísimo Sacramento” por casi 20 años y, entre las muchas labores que tuvo, la más importante e influyente en su camino de fundador, fue cuando le encargaron una obra nueva en la línea de su carisma eucarístico y sacerdotal; tal obra era una asociación de sacerdotes adoradores.   El Padre Prévost se dedicó pues con gran amor y esmero a esta obra, reorganizándola y poniendo en ella todo el ardor y el dinamismo del joven sacerdote que en ese tiempo era. Esta asociación llegó a desarrollarse considerablemente al punto de alcanzar alrededor de trece mil sacerdotes inscritos en Europa.  Él acompañaba espiritualmente a mucho de ellos y los confesaba y con frecuencia animaba retiros sacerdotales.  Es así como poco a poco se dio cuenta de que había muchas necesidades de tipo espiritual, humano y material en los sacerdotes. 
Estando al frente de esta obra se sintió fuertemente movido por el Espíritu santo a fundar una Obra dedicada completamente a los sacerdotes. Fundó dos Congregaciones que existen actualmente: la Fraternidad sacerdotal y las Oblatas de Betania. Archivado el 18 de diciembre de 2018 en Wayback Machine. Ambas, desde una espiritualidad eucarística y sacerdotal y movidas por un amor a Jesús Sacerdote en sus Sacerdotes, acogen Sacerdotes y, con lo medios que disponen, les ayudan en su camino de santificación sacerdotal. 
El padre Eugenio Prévost muere el 1 de agosto de 1946 dejando un gran legado espiritual y carismático. 
“Muero en el más filial amor a la Iglesia Católica y romana, en la absoluta adhesión a todas sus doctrinas y enseñanzas, en la más humilde y completa sumisión a la Suprema autoridad del Romano Pontífice.
Ofrezco mi vida por el Vicario de Jesucristo, por todos los Sacerdotes del mundo entero, y por las dos queridas Obras cuya fundación y dirección me ha encomendado Jesús, a pesar de incapacidad y de mi inmensa miseria.
Con toda mi alma agradezco a Dios las gracias innumerables de que me ha colmado, particularmente la de mi Sacerdocio y la de mi vocación a la Fraternidad Sacerdotal, y le suplico me perdone mis innumerables infidelidades”[1].

#### Sobre la Fraternidad Sacerdotal
Según lo manifiesta el mismo fundador, “la Congregación ha nacido del amor y de las necesidades del Sacerdote”[2]. Lo afirma convencido de la gran necesidad de acompañamiento y ayuda que requerían y, aun hoy, requieren los Sacerdotes.  Cuanto más el Padre Prévost caminaba con los sacerdotes en cuanto responsable la obra los Sacerdotes adoradores, más le preocupaba la cuestión de los sacerdotes. Fue así como tuvo la inspiración, después de haber orado mucho y consultado a obispos y sacerdotes, de fundar una Congregación que se dedicará exclusivamente a las necesidades espirituales y temporales de los sacerdotes. 
Cómo primer fin, tenía a la vista ayudar a los sacerdotes en dificultad. En la súplica que presentó al Papa León XIII para conseguir la aprobación de la Congregación que quería fundar, el Padre Prévost decía en el lenguaje de la época: 
“En mi ministerio de trece años cerca de los sacerdotes, he estado en contacto con sacerdotes de todas las categorías y he sido particularmente impresionado por el abandono casi completo en el cual se encuentran los pobres sacerdotes caídos y por los pocos medios que tienen frecuentemente los sacerdotes enfermos, lisiados y ancianos para procurase un retiro honorable...  Conmovido por esas grandes miserias sacerdotales, las cuales he podido ver tan de cerca, y conmocionado por el estado deplorable en el cual se encuentran casi forzosamente esos queridos desgraciados, he sentido desde mucho tiempo en mi alma una inclinación fuerte y un deseo ardiente de consagrar exclusivamente mi vida y trabajar con todos los medios posibles para... acogerlos, preservarlos y salvarlos.”[3] 
Ahora bien, el Santo Padre León XIII, viendo con buenos ojos dicha Obra y encontrándola atractiva según las necesidades de la Iglesia, en una audiencia privada el 17 de febrero de 1901 entrega su rescripto de aprobación y pone las bases de la fundación, que debía llevarse a cabo con la ayuda del Cardenal de París. He aquí una breve citación del rescripto, cuyo original, reposa en los archivos de la CFS. 
“Tu proyecto amado hijo, parece responder a la voluntad de Dios misericordioso que te llama a dedicarte totalmente al bien de los Sacerdotes... ayudado por los compañeros que reunirás, emprende pues, con confianza y con prudencia esta Obra, a la que Nos agrada llamar con el nombre de la Fraternidad Sacerdotal.
Una obra de esta importancia exige de ti y de los tuyos una gran humildad y una gran caridad: virtudes que brotan puras y vivificantes del Sagrado Corazón de Nuestro Señor Jesucristo. Pedídselas en una asidua oración y acrecentadlas en vuestras almas. Mantenedlas invencibles frente a las dificultades y a las críticas…
Os asista a tal efecto la Inmaculada Virgen Madre de Dios y os acompañe la bendición apostólica que muy amorosamente os otorgamos en el Señor a cada uno de vosotros y a todos aquellos que del modo que fuere, se harán acreedores, por su apoyo, a la gratitud de la Obra”[4].
Así pues, desde ese momento y hasta hoy después de 117 años, a pesar de múltiples dificultades de todo tipo; la Fraternidad Sacerdotal, constituida por “religiosos, Padres y Hermanos, forman una Congregación clerical de derecho pontificio[5]. Emiten los votos simples y públicos de castidad, pobreza y obediencia, y viven en comunidad unidos por los lazos de una estrecha e inalterable caridad, a fin de trabajar más eficazmente en su propia santificación y para cumplir mejor su misión para con los Sacerdotes”[6]. 
[1] Testamento espiritual del P. Eugenio, Archivos cfs. 
[2] Const. cfs n.1
[3] Extracto de la Súplica al Papa León XIII, Archivos de la Fraternidad Sacerdotal, Montreal, Quebec. 
[4] Tomado del Rescripto de Aprobación, de S.S. León XIII. Palacio Vaticano, 11 de febrero de 1901
[5] La aprobación Pontificia tuvo lugar en el año 1983
[6] Const. cfs n. 3